# Maxillaria fucata
Maxillaria fucata är en orkidéart som beskrevs av Heinrich Gustav Reichenbach. Maxillaria fucata ingår i släktet Maxillaria och familjen orkidéer.
Artens utbredningsområde är Ecuador. Inga underarter finns listade i Catalogue of Life.